# フランク王国年代記
『フランク王国年代記』（フランクおうこくねんだいき、ラテン語: Annales regni Francorum、旧称 Annales Laurissenses maiores; ドイツでは通称Reichsannalen）は、741年から829年までのカロリング朝フランク王国の歴代諸王の歴史をつづった一群の年代記で、カール大帝の在位年間の政治史・軍事史を知る最重要資料のひとつである。続編に、西フランクの『サンベルタン年代記』がある。東フランクの『フルダ年代記』もこれを（かならずしも逐語的にではないが）多用している。

## 概要
フランク王国年代記は、内部事情に精通するばかりか、外交や法律用語も多くみられ、おそらく宮廷あるいはそれに近い場所で作成されたものとみなされ、公的文書の意味合いが強い。その親カロリング的な（カロリング王朝びいきな）性格もつとに指摘されており、王室にとって不都合な史実は抹消されていることもうかがえる（たとえば、818年の項では、この年にルイ敬虔王〈ルートヴィヒ王〉の甥ベルナルドが反乱にくわわり、目を潰されて死没したという件が記載されていない）。

## 異本
Kurzeなど19世紀の編者は、5つの写本群が存在したと信じ、それぞれカロリング王朝の異なる時期に成立したものと考えていた。そのうち最古のものはロルシュ修道院で発見され、その由緒から本史書は当初『ロルシュ大年代記』（Annales Laurissenses maiores）と称されていた。しかしレオポルト・フォン・ランケが、カロリング王朝の公的な正史であると1854年に提唱し、それ以降『フランク王国年代記』という改称が徐々に定着するに至った。
また、E写本群は、大幅な改定が加わっている「改訂版」であるが、19世紀に根拠が希薄なままアインハルト（775年頃 - 840年）の作とみなされ、『エインハルドゥスなるものの年代記 (Annales qui dicuntur Einhard)』などと題されていた。現在では、このアインハルト著作説は否定されている。 